# چییو آخن

چییو آخن

چییو آخن یا مسابقات بین‌المللی رسمی نمایش اسب (به انگلیسی: Concours Hippique International Officie) (به‌طور مخفف:CHIO Aachen) یکی از مشهورترین مسابقات نمایش اسب است که تابستان هر سال در شهر آخن و در کشور آلمان برگزار می‌شود.

## رویدادها
مسابقات چیو آخن در رشته‌های پرش با اسب، درساژ، ایونتینگ ، ارابه رانی و والتنیگ برگزار می‌شود.
رشته‌های پرش با اسب و درساژ چییو آخن از معتبرترین مسابقات در اروپا به شمار می‌آیند.

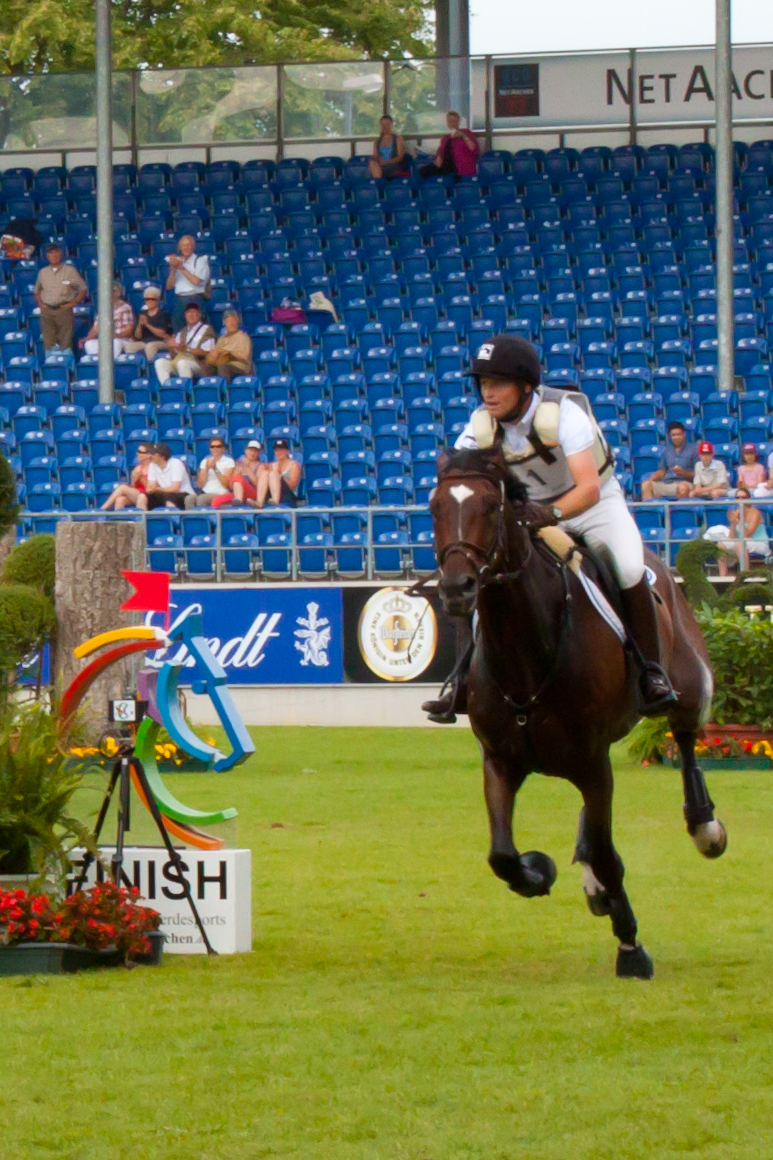
مسابقات ایونتیگ سال ۲۰۱۱ چییو آخن

## تاریخچه
نخستین دورهٔ مسابقات نمایش اسب در سال ۱۹۲۴ و در شهر آخن برگزار شد. این مسابقات به همراه مسابقه اسب‌دوانی بود. در سال ۱۹۲۷ این مسابقات ۶ روز به طول انجامید. نخستین جام ملتهای پرش با اسب در سال ۱۹۲۹ برگزار شد. از سال ۱۹۴۰ تا ۱۹۴۶ مسابقات به دلیل جنگ جهانی دوم برگزار نشد. همچنین در سال ۱۹۸۶ به دلیل برگزاری مسابقات چییو آخن هیچ مسابقات نمایش اسبی برگزار نشد.
در سال ۲۰۰۶ مسابقات چییو و چند ماه پس از آن بازی‌های جهانی سوارکاری ۲۰۰۶ در شهر آخن برگزار شد.

## مکان‌ها
بازیها در منطقهٔ زرس واقع در قسمت شمالی شهر آخن برگزار شد. رشته‌های مختلف در مکان‌های مختلف برگزار شدند. پرش با اسب در ورزشگاه هاوپت اشتدایون برگزار شد. مسابقات درساژ نیز در ورزشگاه دویچه بانک برگزار شدند. رقابتهای رشتهٔ والتنینگ نیز در سالن آلبرت وال برگزار شد که همگی در منطقهٔ زرس قرار داشتند.